# Hamilton Fish Kean

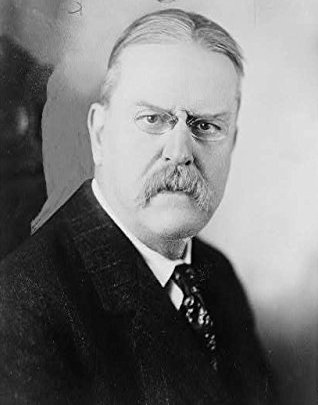
Hamilton Fish Kean

Hamilton Fish Kean (* 27. Februar 1862 bei Elizabeth, New Jersey; † 27. Dezember 1941 in New York City) war ein US-amerikanischer Politiker der Republikanischen Partei, der den Bundesstaat New Jersey im US-Senat vertrat.
Hamilton Fish Kean wurde als Sohn von John und Lucy Kean auf Ursino, dem Anwesen seiner Familie im Union County, geboren. Zu seinen Vorfahren zählten unter anderem John Kean, Delegierter aus South Carolina beim Kontinentalkongress, und sein Großonkel Hamilton Fish, US-Senator für New York und später Außenminister der Vereinigten Staaten, nach dem er benannt wurde. Er war außerdem der jüngere Bruder von John Kean, der für New Jersey in beiden Kammern des Kongresses saß.
Nach dem Besuch der öffentlichen Schulen in Elizabeth machte Hamilton Fish Kean seinen Abschluss an der St. Paul’s School, einem Internat in Concord (New Hampshire). Danach wurde er im Bankgewerbe sowie in der Landwirtschaft tätig. Zwischen 1919 und 1928 gehörte er dem Republican National Committee an. 1924 bewarb er sich erstmals um die Nominierung seiner Partei für die Wahl zum US-Senat, unterlag aber dem Amtsinhaber Walter Evans Edge. Vier Jahre später kandidierte er für den zweiten Senatssitz New Jerseys und war erfolgreich, woraufhin er sein Mandat im Kongress ab dem 4. März 1929 ausüben konnte. 1934 strebte er die Wiederwahl an, doch er verlor gegen den Demokraten A. Harry Moore und musste am 3. Januar 1935 aus dem Senat ausscheiden. Anschließend war er bis zu seinem Tod im Dezember 1941 in New York im Bankgewerbe tätig. Er wurde auf dem Green-Wood Cemetery in Brooklyn beigesetzt. Sein Sohn Robert war ebenfalls Politiker und saß von 1939 bis 1959 im Repräsentantenhaus der Vereinigten Staaten. 1958 kandidierte er erfolglos für den einstigen Senatssitz seines Vaters.